# 대한민국 민법 제1107조
대한민국 민법 제1107조는 유언집행의 비용에 대한 민법 상속법 조문이다. 본 조는 1958년 2월 22일 법률 제471호로 제정되었으며, 1960년 1월 1일부터 시행되었다.

## 조문
제1107조(유언집행의 비용) 유언의 집행에 관한 비용은 상속재산 중에서 이를 지급한다.

第1107條(遺言執行의 費用) 遺言의 執行에 關한 費用은 相續財産 中에서 이를 支給한다.

## 판례
유증의 목적인 집합건물의 관리비용은 상속재산 중에서 지급되어야 하는 비용이다

## 참고 문헌
- 오현수, 일본민법, 진원사, 2014. ISBN 978-89-6346-345-2
- 오세경, 대법전, 법전출판사, 2014 ISBN 978-89-262-1027-7
- 이준현, LOGOS 민법 조문판례집, 미래가치, 2015. ISBN 979-1-155-02086-9

1. ↑  서울고등법원 2020. 12. 17. 선고 2020나2011825 판결